# Lijst van spelers van het Roemeense voetbalelftal
Deze lijst van spelers van het Roemeens voetbalelftal geeft een overzicht van alle voetballers die minimaal dertig interlands achter hun naam hebben staan voor Roemenië. Vetgezette spelers zijn in 2024 nog voor de nationale ploeg uitgekomen

## Overzicht
- Bijgewerkt tot en met het oefenduel tegen  Cyprus op 18 november 2024.

| Naam speler          | Debuut | Laatst | Interlands | Goals |
| -------------------- | ------ | ------ | ---------- | ----- |
| Dorinel Munteanu     | 1991   | 2007   | 134        | 16    |
| Gheorghe Hagi        | 1983   | 2000   | 124        | 35    |
| Gheorghe Popescu     | 1988   | 2003   | 115        | 16    |
| Răzvan Raț           | 2002   | 2016   | 113        | 2     |
| László Bölöni        | 1975   | 1988   | 102        | 23    |
| Dan Petrescu         | 1989   | 2000   | 95         | 12    |
| Bogdan Stelea        | 1988   | 2005   | 91         | 0     |
| Michael Klein        | 1981   | 1991   | 89         | 5     |
| Bogdan Lobonț        | 1998   | 2013   | 85         | 0     |
| Marius Lăcătuș       | 1984   | 1998   | 83         | 13    |
| Mircea Rednic        | 1981   | 1991   | 83         | 2     |
| Nicolae Stanciu      | 2016   | 2024   | 78         | 15    |
| Adrian Mutu          | 2000   | 2013   | 77         | 35    |
| Vlad Chiricheș       | 2011   | 2022   | 76         | 0     |
| Silviu Lung          | 1979   | 1993   | 76         | 0     |
| Cristian Chivu       | 1999   | 2010   | 75         | 3     |
| Ioan Lupescu         | 1988   | 2000   | 74         | 6     |
| Ciprian Tătărușanu   | 2010   | 2020   | 74         | 0     |
| Rodion Cămătaru      | 1978   | 1990   | 73         | 21    |
| Cosmin Contra        | 1996   | 2010   | 73         | 7     |
| Ciprian Marica       | 2003   | 2014   | 72         | 25    |
| Viorel Moldovan      | 1993   | 2005   | 70         | 25    |
| Constantin Galca     | 1993   | 2005   | 68         | 4     |
| Cornel Dinu          | 1968   | 1981   | 67         | 3     |
| Mirel Rădoi          | 2000   | 2010   | 67         | 2     |
| Gabriel Tamaș        | 2003   | 2018   | 67         | 3     |
| Ilie Balaci          | 1974   | 1986   | 65         | 8     |
| Mircea Lucescu       | 1966   | 1979   | 64         | 9     |
| Răzvan Marin         | 2016   | 2024   | 64         | 11    |
| Costica Stefanescu   | 1977   | 1985   | 64         | 0     |
| Ilie Dumitrescu      | 1989   | 1998   | 62         | 20    |
| Dorin Goian          | 2005   | 2014   | 60         | 5     |
| Anghel Iordanescu    | 1971   | 1981   | 57         | 21    |
| Gabriel Torje        | 2010   | 2017   | 57         | 12    |
| Dorin Mateuț         | 1984   | 1991   | 56         | 10    |
| Alexandru Maxim      | 2012   | 2022   | 56         | 7     |
| Raducanu Necula      | 1967   | 1978   | 56         | 0     |
| Nicolae Ungureanu    | 1981   | 1989   | 56         | 1     |
| Ioan Andonie         | 1981   | 1990   | 55         | 2     |
| Miodrag Belodedici   | 1984   | 2000   | 55         | 5     |
| Adrian Ilie          | 1993   | 2005   | 55         | 13    |
| Ioan Sabău           | 1988   | 2001   | 55         | 8     |
| Daniel Prodan        | 1993   | 2001   | 54         | 1     |
| Florentin Petre      | 1998   | 2009   | 54         | 6     |
| Bogdan Stancu        | 2010   | 2017   | 53         | 14    |
| Iulian Filipescu     | 1996   | 2003   | 52         | 1     |
| Răzvan Cociș         | 2005   | 2013   | 50         | 2     |
| Ion Dumitru          | 1970   | 1980   | 50         | 10    |
| Iuliu Bodola         | 1931   | 1939   | 48         | 30    |
| Alexandru Chipciu    | 2011   | 2024   | 48         | 6     |
| Gino Iorgulescu      | 1974   | 1986   | 48         | 2     |
| Nicolae Dobrin       | 1966   | 1980   | 47         | 6     |
| Claudiu Keșerü       | 2013   | 2021   | 46         | 13    |
| George Pușcaș        | 2018   | 2024   | 46         | 11    |
| Stefan Sames         | 1973   | 1982   | 46         | 3     |
| Tibor Selymes        | 1992   | 1999   | 46         | 0     |
| Ioan Ganea           | 1998   | 2006   | 45         | 19    |
| Mihai Pintilii       | 2011   | 2018   | 45         | 1     |
| Ianis Hagi           | 2018   | 2024   | 44         | 5     |
| Marius Niculae       | 2000   | 2013   | 44         | 15    |
| Paul Codrea          | 2000   | 2010   | 44         | 1     |
| Nicușor Bancu        | 2017   | 2024   | 43         | 2     |
| Gheorghe Albu        | 1931   | 1938   | 42         | 0     |
| Radu Nunweiller      | 1966   | 1975   | 42         | 2     |
| Lajos Satmareanu     | 1967   | 1973   | 42         | 1     |
| Aurel Ticleanu       | 1979   | 1986   | 42         | 3     |
| Zoltán Crisan        | 1974   | 1984   | 41         | 4     |
| Stefan Dobay         | 1930   | 1939   | 41         | 20    |
| Cristian Tănase      | 2008   | 2015   | 41         | 6     |
| Denis Alibec         | 2015   | 2024   | 40         | 5     |
| Dudu Georgescu       | 1973   | 1984   | 40         | 21    |
| Florin Răducioiu     | 1990   | 1996   | 40         | 21    |
| Gheorghe Constantin  | 1956   | 1967   | 39         | 12    |
| Daniel Niculae       | 2003   | 2012   | 39         | 9     |
| Dumitru Moraru       | 1975   | 1988   | 39         | 0     |
| Alexandru Cicâldău   | 2018   | 2024   | 38         | 4     |
| Dragoș Grigore       | 2011   | 2020   | 38         | 1     |
| Ion Pircalab         | 1961   | 1968   | 38         | 5     |
| Laurențiu Roșu       | 1998   | 2007   | 38         | 5     |
| Florin Cheran        | 1971   | 1978   | 37         | 0     |
| Nicolae Kovács       | 1929   | 1938   | 37         | 6     |
| Corneliu Popa        | 1958   | 1967   | 37         | 0     |
| Andrei Burcă         | 2020   | 2024   | 36         | 1     |
| Marcel Coraș         | 1982   | 1988   | 36         | 6     |
| Vasile Gergely       | 1962   | 1970   | 36         | 2     |
| Bănel Nicoliță       | 2005   | 2014   | 36         | 1     |
| Cristian Săpunaru    | 2008   | 2019   | 36         | 0     |
| Romulus Gabor        | 1981   | 1986   | 35         | 2     |
| Ionel Augustin       | 1978   | 1986   | 34         | 3     |
| Gavril Balint        | 1982   | 1992   | 34         | 14    |
| Rudolf Bürger        | 1929   | 1939   | 34         | 0     |
| Stefan Iovan         | 1983   | 1990   | 34         | 3     |
| Mihai Mocanu         | 1966   | 1971   | 33         | 0     |
| Liviu Ciobotariu     | 1997   | 2001   | 32         | 3     |
| Nicolae Dică         | 2003   | 2010   | 32         | 9     |
| Costin Lazăr         | 2005   | 2014   | 32         | 2     |
| Adrian Iencsi        | 2000   | 2006   | 32         | 1     |
| Dennis Man           | 2018   | 2024   | 32         | 9     |
| Iosif Petschovschi   | 1945   | 1958   | 32         | 11    |
| Florea Dumitrache    | 1968   | 1974   | 31         | 15    |
| Gheorghe Mihali      | 1991   | 1996   | 31         | 0     |
| Gheorghe Grozav      | 2012   | 2019   | 30         | 5     |
| Ovidiu Hoban         | 2013   | 2017   | 30         | 1     |
| Emilian Sandoi       | 1987   | 1993   | 30         | 0     |
| Alexandru Satmareanu | 1974   | 1978   | 30         | 0     |
| Alin Toșca           | 2016   | 2022   | 30         | 1     |

FRF · A-internationals · Selecties · Bondscoaches · Statistieken · Roemeens vrouwenelftal · Olympisch elftal · Roemenië U21 · Roemenië U20 · Roemenië U19 · Roemenië U18 · Roemenië U17 · Roemenië U16
1922 – 1929 · 
1930 – 1939 · 
1940 – 1949 · 
1950 – 1959 · 
1960 – 1969 · 
1970 – 1979 · 
1980 – 1989 · 
1990 – 1999 · 
2000 – 2009 · 
2010 – 2019 · 
2020 – 2029
EK's: 1984 · 
1996 · 
2000 · 
2008 · 
2016 · 
2024
WK's: 1930 · 
1934 · 
1938 · 
1970 · 
1990 · 
1994 · 
1998
OS: 1924 · 
1952 · 
1964 · 
2020
1922 · 
1923 · 
1924 · 
1925 · 
1926 · 
1927 · 
1928 · 
1929 · 
1930 · 
1931 · 
1932 · 
1933 · 
1934 · 
1935 · 
1936 · 
1937 · 
1938 · 
1939 · 
1940 · 
1941 · 
1942 · 
1943 · 
1944 · 
1945 · 
1946 · 
1947 · 
1948 · 
1949 · 
1950 · 
1952 · 
1952 · 
1953 · 
1954 · 
1955 · 
1956 · 
1957 · 
1958 · 
1959 · 
1960 · 
1961 · 
1962 · 
1963 · 
1964 · 
1965 · 
1966 · 
1967 · 
1968 · 
1969 · 
1970 · 
1971 · 
1972 · 
1973 · 
1974 · 
1975 · 
1976 · 
1977 · 
1978 · 
1979 · 
1980 · 
1981 · 
1982 · 
1983 · 
1984 · 
1985 · 
1986 · 
1987 · 
1988 · 
1989 · 
1990 · 
1991 · 
1992 · 
1993 · 
1994 · 
1995 · 
1996 · 
1997 · 
1998 · 
1999 · 
2000 · 
2001 · 
2002 · 
2003 · 
2004 · 
2005 · 
2006 · 
2007 · 
2008 · 
2009 · 
2010 · 
2011 · 
2012 · 
2013 · 
2014 · 
2015 ·
2016 ·
2017 ·
2018 ·
2019 ·
2020 ·
2021 ·
2022 ·
2023
Albanië ·
Algerije ·
Andorra ·
Argentinië ·
Armenië ·
Australië ·
Azerbeidzjan ·
België ·
Bolivia ·
Bosnië en Herzegovina ·
Brazilië ·
Bulgarije ·
Chili ·
China ·
Colombia ·
Congo-Kinshasa ·
Cuba ·
Cyprus ·
DDR ·
Denemarken ·
Duitsland ·
Ecuador ·
Egypte ·
Engeland ·
Estland ·
Faeröer ·
Finland ·
Frankrijk ·
Georgië ·
Griekenland ·
Honduras ·
Hongarije ·
Ierland ·
IJsland ·
Irak ·
Iran ·
Israël ·
Italië ·
Ivoorkust ·
Japan ·
Joegoslavië ·
Kameroen ·
Kazachstan · 
Kosovo · 
Kroatië ·
Letland ·
Liechtenstein ·
Litouwen ·
Luxemburg ·
Malta ·
Marokko ·
Mexico ·
Moldavië ·
Montenegro ·
Nederland ·
Nigeria ·
Noord-Ierland ·
Noord-Macedonië ·
Noorwegen ·
Oekraïne ·
Oostenrijk ·
Paraguay ·
Peru ·
Polen ·
Portugal ·
Rusland ·
San Marino ·
Schotland ·
Servië ·
Slovenië ·
Slowakije ·
Sovjet-Unie ·
Spanje ·
Trinidad en Tobago ·
Tsjechië ·
Tsjecho-Slowakije ·
Tunesië ·
Turkije ·
Turkmenistan ·
Uruguay ·
Verenigde Arabische Emiraten ·
Verenigde Staten ·
Wales ·
Wit-Rusland ·
Zuid-Korea ·
Zweden ·
Zwitserland
Albanië (2016) · 
Frankrijk (2008) · 
Frankrijk (2016) · 
Italië (2008) · 
Nederland (2008) · 
Zwitserland (2016)